# De kleine postruiter
De kleine postruiter is het tweehonderdste stripverhaal uit de reeks van Suske en Wiske. Het is geschreven en getekend door Paul Geerts. 
Het werd gepubliceerd in De Standaard en Het Nieuwsblad van 4 november 1989 tot en met 16 maart 1990. Opmerkelijk is dat het verhaal twee dagen eerder ook werd gepubliceerd in de Haagsche Courant. De eerste albumuitgave in de Vierkleurenreeks was in mei 1990, met albumnummer 224.
Na dit verhaal zou Marc Verhaegen, die inmiddels sinds een paar jaar bij Studio Vandersteen in dienst was, de scenario's en het tekenwerk geleidelijk aan helemaal overnemen van Geerts. Een aantal verhalen maakten ze nog wel samen.

## Locaties
- België, Brussel, de Grote Zavel, patriciërshuis, museum der posterijen, Mechelen, de Sint Romboutstoren, Oostenrijk, Innsbruck, de Hofburg, versterkte hoeve, hof van Margaretha van Oostenrijk, Tongeren, Eupen, Blankenheim, Eifelgebergte, Ahr (rivier), de Rijn, de Alzey, Worms, gasthof, de Sint Petersdom, Plochingen, Göppingen, postagentschap, de Inn, Duitsland, hut van magiër

## Personages
- Suske, Wiske, tante Sidonia, Lambik, Jerom, professor Barabas, Frans van Tassis, Bertha, Jos, Jo Borlez (directeur filatelie), koning Ferdinand van Aragón, majesteit Isabella I van Castilië, rovers, kastelein, spion, Franco Bollo (Italiaans edelman), landvoogdes Margaretha van Oostenrijk, Maximiliaan van Oostenrijk, bode, chirurgijn, magiër, vrouw, Frits (adelaar), circusartiesten, dorpelingen, Mercedes (merrie), herbergier, medewerker postagentschap, Frans Lambertus (toondichter), hovelingen

## Uitvindingen
- een scanner, de teletijdmachine

## Het verhaal
In Brussel vond de grootmeester van de posterijen van de familie Thurn und Taxis zijn laatste rustplaats in de grafkapel gewijd aan de heilige Ursula in de kerk van Onze Lieve Vrouw-ter zege op de Grote Zavel. De lijn ging van Mechelen naar Innsbruck en doorkruiste bergen en wouden. Frans van Tassis (geboren in 1459) werd in 1490 door keizer Maximiliaan aangesteld als eerste postmeester.
Lambik gaat met zijn racefiets naar Brussel en botst tegen Jo Borlez, die hem uitnodigt een borrel te drinken. Wiske spaart postzegels sinds er een postzegel van haar en Suske is uitgegeven en Suske heeft nieuwe exemplaren van de postzegelclub. Er komt een nieuwe postzegel met de kleine Postruiter, een gravure van Albrecht Dürer, ter gelegenheid van het vijfhonderdjarig bestaan van de posterijen. Als Lambik met Jo binnenkomt waaien alle postzegels van tafel en Wiske is boos. Jo nodigt iedereen uit om het postmuseum te bezoeken en Suske ziet een document waarvan de tekst niet meer te lezen is. Professor Barabas wordt gevraagd het document te onderzoeken en na een scan komt Mechelen op het beeldscherm te staan. De vrienden besluiten vijfhonderd jaar terug in de tijd te reizen en tante Sidonia naait geschikte kleding. Suske, Wiske en Lambik gaan naar Mechelen en zien de Sint Romboutstoren. Koning Ferdinand komt in het huis van Frans van Tassis en vraagt hem een brief naar keizer Maximiliaan I in Innsbruck te brengen. Een spion van Franco Bollo luistert hen af en er wordt een hinderlaag opgezet, maar de ruiter merkt niets en komt in een herberg. Daar wordt hij aangevallen en zijn paard is verdwenen, maar Suske, Wiske en Lambik komen te hulp. De bode wordt neergestoken en zijn tas wordt afgepakt, de vrienden verzorgen hem bij de landvoogdes Margaretha van Oostenrijk.
De mannen van Franco Bollo openen de tas, maar er komt gas uit en iedereen valt neer in de versterkte hoeve. Suske haalt Frans van Tassis en ze komen bij het hof van Margaretha van Oostenrijk. Als Frans hoort dat de tas is verdwenen is hij niet erg geschokt, de chirurgijn heeft de bode een slaapmiddel gegeven. De echte boodschap is op het lichaam gebonden, maar dit wordt gehoord door een spion. De vrouw gaat naar de versterkte hoeve en vindt de mannen bewusteloos, ze brengt hen met een emmer water bij en zegt dat ze belangrijke informatie heeft. De vrouw wordt weggejaagd en Franco wil een magiër die op de grens met Duitsland woont om hulp vragen. Lambik biedt aan de boodschap naar Innsbruck te vervoeren en Margaretha stelt paarden beschikbaar. De vrienden komen langs Tongeren en Eupen. De magiër kijkt in zijn glazen bol en vertelt Franco waar de vrienden zijn, hij wordt verkleind en vliegt met de adelaar naar de vrienden. Franco krijgt zijn normale postuur terug en kan ontkomen, maar kan de tas niet meenemen. De volgende dag komen de vrienden bij Worms en zien de Sint Petersdom. Suske en Wiske worden door circusartiesten gevangengenomen en hangen boven een put vol giftige adders. Een kaars brandt bij het touw waaraan ze hangen en zodra deze het touw doorbrandde zouden Suske en Wiske in de put vallen en doodgebeten worden door de adders. Lambik moet de tas afgeven. Een beer komt het kamp binnen en verslaat de mannen en Lambik redt de kinderen van de slangenkuil. De beer blijkt Jerom te zijn, hij is door professor Barabas naar het verleden gestuurd om te helpen. Franco en de kermisartiesten ontsnappen en Jerom gaat met zijn vrienden op weg.
Bij een postagentschap horen de vrienden dat de jaarlijkse stadsfeesten gehouden worden en Wiske wint met een schietwedstrijd. Ze wint Mercedes, een merrie, en Lambik wordt door het dier neergeschopt als hij vervelend doet door drank. Jerom doet mee aan worstelwedstrijden en wint van iedereen, hij krijgt een koets als beloning. De vrienden schuilen voor regen onder een rots en ze zien stropoppen bij een hut, Franco heeft een val gezet en gooit stenen op de vrienden. Jerom kan de stenen tegenhouden en ze overnachten bij de hut. Jerom hoort Franco zingen over zijn beminde Johanna en de vrienden zien hem later met de man praten. Jerom wordt door Lambik weggestuurd en de vrienden gaan verder richting Innsbruck, maar ze worden door de bende van Franco gevolgd. Suske en Wiske springen in de Inn en Lambik houdt de bende tegen, maar wordt bewusteloos in de rivier gegooid. Suske en Wiske halen hem uit het water en ze komen in de stad terecht, ze zien de Hofburg maar mogen het paleis niet in. Suske kan toch binnenkomen en waarschuwt Maximiliaan, hij geeft de brief van koning Ferdinand van Aragon. Het is een voorstel voor een huwelijk tussen Filips de Schone en Johanna van Castilië. Suske vertelt dat ze de gehele weg gehinderd zijn en de bende wordt opgepakt, Jerom komt met Franco in het paleis en dan horen de vrienden dat Franco verliefd is op Johanna. Hij wilde verhinderen dat de brief zou aankomen en Lambik krijgt medelijden en snapt Jerom nu. Keizer Maximiliaan stuurt Franco het land uit en de vrienden worden bedankt voor hun moeite, Suske wordt tot kleine postruiter benoemd. Er wordt een brief meegegeven voor Frans van Tassis, hij moet een koeriersdienst oprichten tussen Mechelen en Innsbruck om de mensen dichter bij elkaar te brengen. Na enkele dagen vertrekken de vrienden en zien Mercedes en de adelaar. De vrienden komen aan bij Frans, maar de brief blijkt blanco te zijn door de dagenlange regen. De tekst staat op de borst van Lambik en voor de spiegel lezen de vrienden de tekst. Maximiliaan zal 1200 pond betalen voor de postdienst en Frans moet zich in Mechelen vestigen. Na afscheid genomen te hebben worden de vrienden terug naar hun eigen tijd geflitst en ze bezoeken het museum aan de Grote Zavel. Jo ontvangt de vrienden en hoort waarom het document niet te lezen is, als dank zal er ook een postogram naast de postzegel van Suske en Wiske worden uitgegeven. De vrienden gaan dan naar huis en willen tante Sidonia graag terugzien.

## Achtergronden
- Om boodschappen te bezorgen werden tijdens de middeleeuwen ook vogels gebruikt, zoals adelaars en (bekender) postduiven. Later ging het vervoer over land, veelal met paarden. Hier lijken de adelaar en de merrie Mercedes op te wijzen, de naam Mercedes verwijst dan naar het vervoer van de post per auto in de tegenwoordige tijd.
- Een van de hovelingen aan het hof van Maximiliaan van Oostenrijk (in stroken 202 en 204) is een cameo van Han Peekel, een Nederlands presentator van programma's over strips.